# Stazione di Cagliari Elmas
La stazione di Cagliari Elmas (già stazione di Elmas) è una stazione ferroviaria di Rete Ferroviaria Italiana (gruppo Ferrovie dello Stato Italiane) posta sulla linea Cagliari–Golfo Aranci, a servizio del centro abitato di Elmas.

## Storia
La storia dello scalo ha inizio nella seconda metà dell'Ottocento, quando la Compagnia Reale delle Ferrovie Sarde avviò la realizzazione della rete ferroviaria pubblica a scartamento ordinario della Sardegna. Il progetto prevedeva il passaggio della linea che avrebbe unito Cagliari col nord dell'isola anche nella parte sud del comune di Elmas, a poche centinaia di metri dallo stagno di Santa Gilla. Il 1º maggio 1871, data di inaugurazione del primo tronco della Cagliari-Golfo Aranci, compreso tra il capoluogo regionale e Villasor, coincise con l'apertura della allora stazione di Elmas.
Passata insieme alla rete delle Ferrovie Reali alle FS nel 1920, la stazione di Elmas mutò la sua denominazione nel 1938, poco tempo dopo l'annessione del comune di Elmas a quello di Cagliari nel 1937. Da allora l'impianto porta la denominazione ufficiale di Cagliari Elmas, nonostante Elmas abbia riconquistato l'indipendenza amministrativa nel 1989.

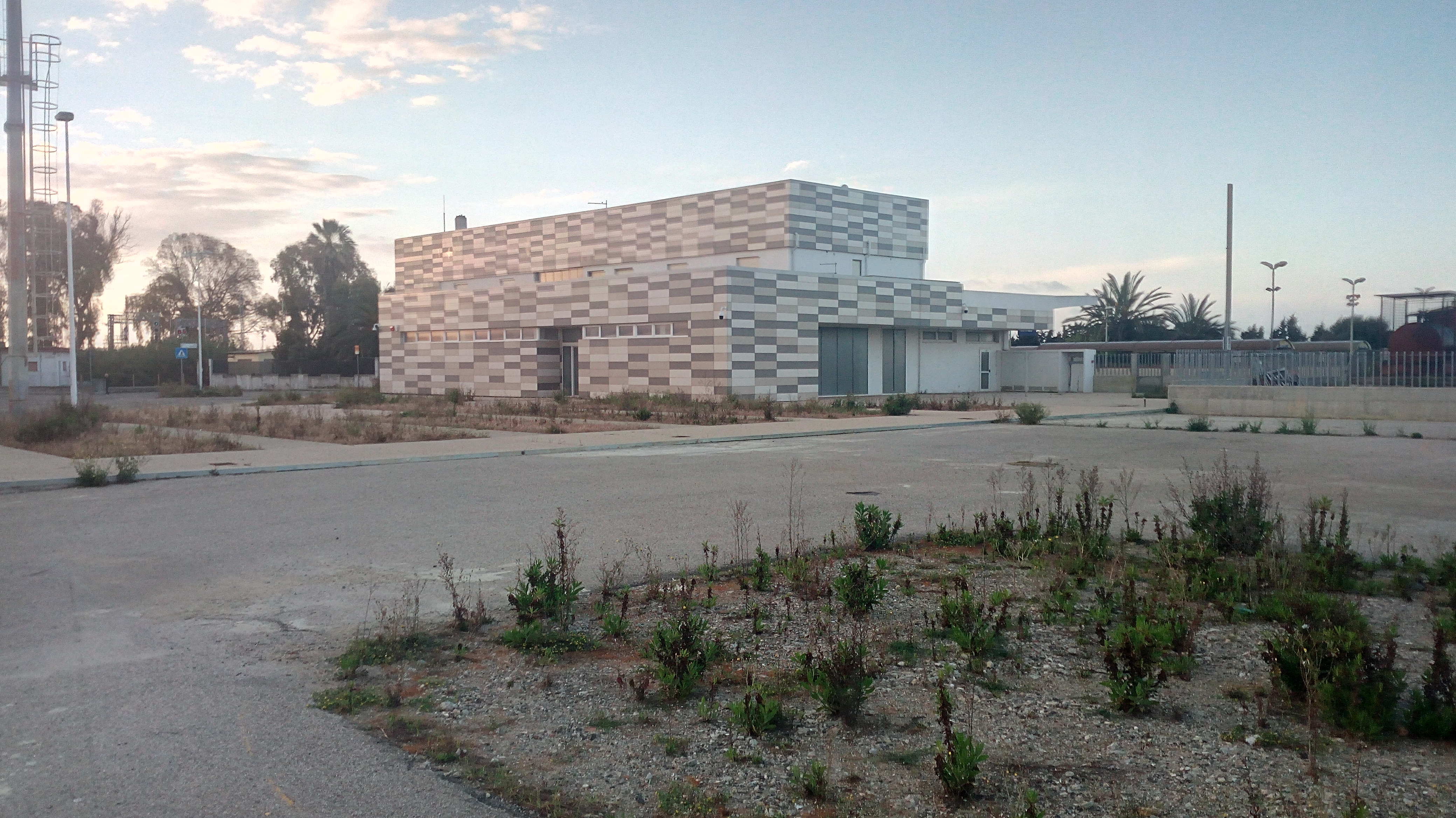
L'odierno fabbricato viaggiatori, inaugurato a metà anni ottanta

Negli anni settanta ebbero inizio i lavori per il raddoppio del tronco Cagliari - Decimomannu della Dorsale Sarda, i quali interessarono anche la stazione di Cagliari Elmas, che fu profondamente rinnovata: l'impianto fu dotato di un nuovo e più grande fabbricato viaggiatori (il vecchio fu demolito), furono realizzati sottopassaggi pedonali per raggiungere le banchine e venne realizzato un terminal merci intermodale (attivo dal 1986, il primo di questa tipologia in Sardegna) con relativo fascio binari. La stazione nella seconda metà degli anni ottanta fu inoltre interessata dai test legati al progetto, poi abortito, di elettrificazione a corrente alternata della Cagliari - Golfo Aranci. Per tali test furono installate le linee aeree per l'alimentazione delle locomotive E491/492 anche nel tronco tronchi Cagliari - Decimomannu, comprendente anche la stazione di Cagliari Elmas. Le catenarie furono poi rimosse dallo scalo alcuni lustri dopo l'abbandono del progetto.

## Strutture e impianti

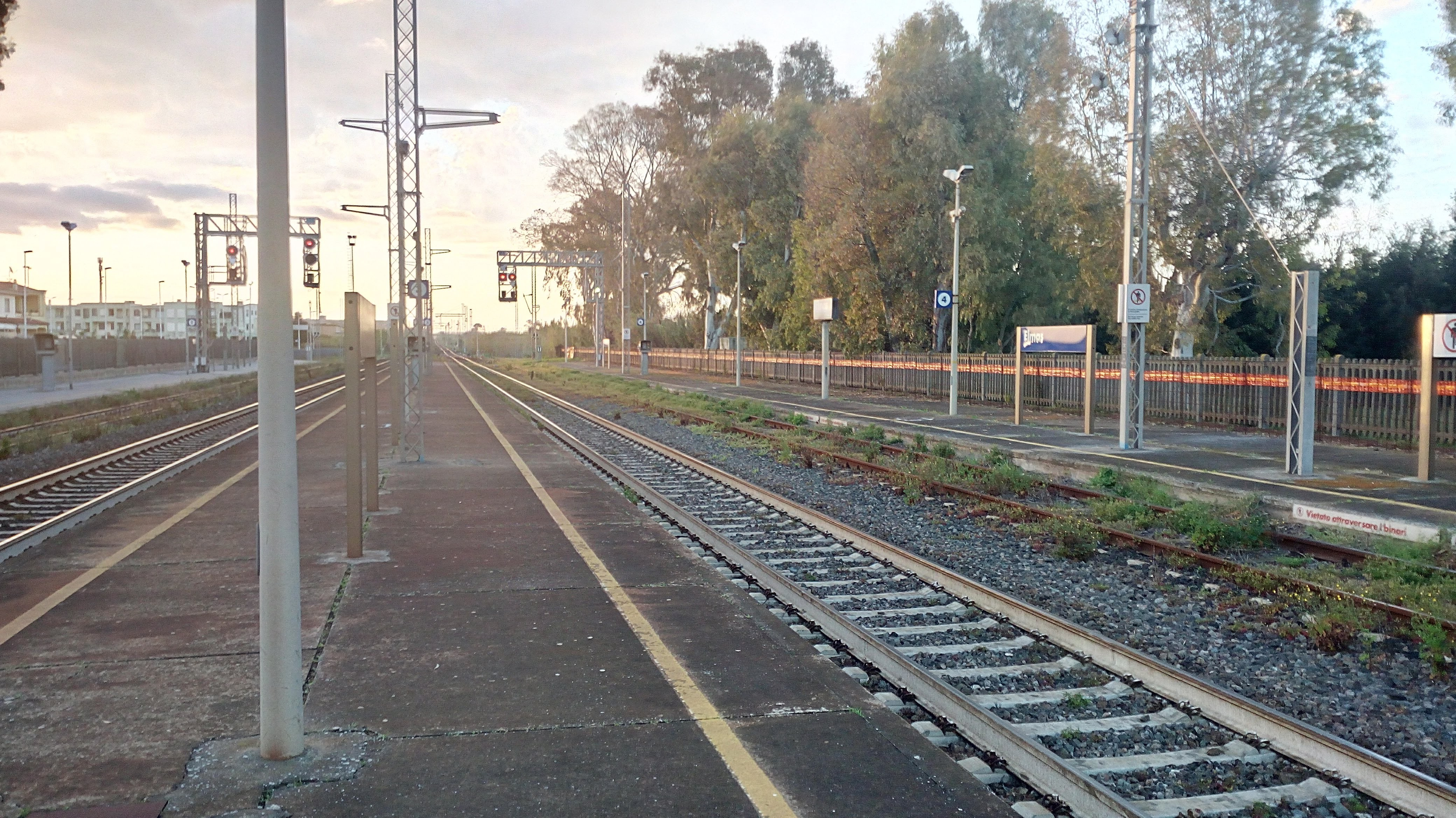
I binari 3 e 4 della stazione

Realizzata lungo la Dorsale Sarda, la stazione di Cagliari Elmas dal punto di vista infrastrutturale è dotata di 4 binari attrezzati per il servizio passeggeri, di cui 2 di corsa, situati dinanzi al fabbricato viaggiatori. Oltre a questi la stazione è dotata anche di un terminal intermodale merci, con relativo fascio dedicato composto da 6 binari tronchi, situato a nord-ovest del fabbricato viaggiatori. 
Quest'ultimo è costituito da un edificio a due piani più terrazzino, a pianta rettangolare, realizzato negli anni ottanta in luogo del fabbricato viaggiatori ottocentesco (che era situato immediatamente ad est del nuovo). Il vecchio edificio era di dimensioni minori, sempre a pianta rettangolare e su due piani (con tetto a falde), con 5 luci di apertura sui lati lunghi e 2 sui corti. Presente all'epoca un locale per i servizi igienici separato, anch'esso demolito con la costruzione del nuovo fabbricato viaggiatori.
La stazione non è presenziata dagli anni 2000, da allora la gestione del traffico nell'impianto è diretta in remoto dal DCO di Cagliari.

## Movimento
Con riferimento all'orario del primo semestre 2015, la stazione è servita dai convogli di Trenitalia, in particolare dai treni metropolitani del servizio ferroviario metropolitano di Cagliari, e dai treni regionali aventi come capolinea, oltre alla stazione di Cagliari, gli scali di Carbonia Serbariu, Iglesias, San Gavino Monreale, Oristano e Macomer.

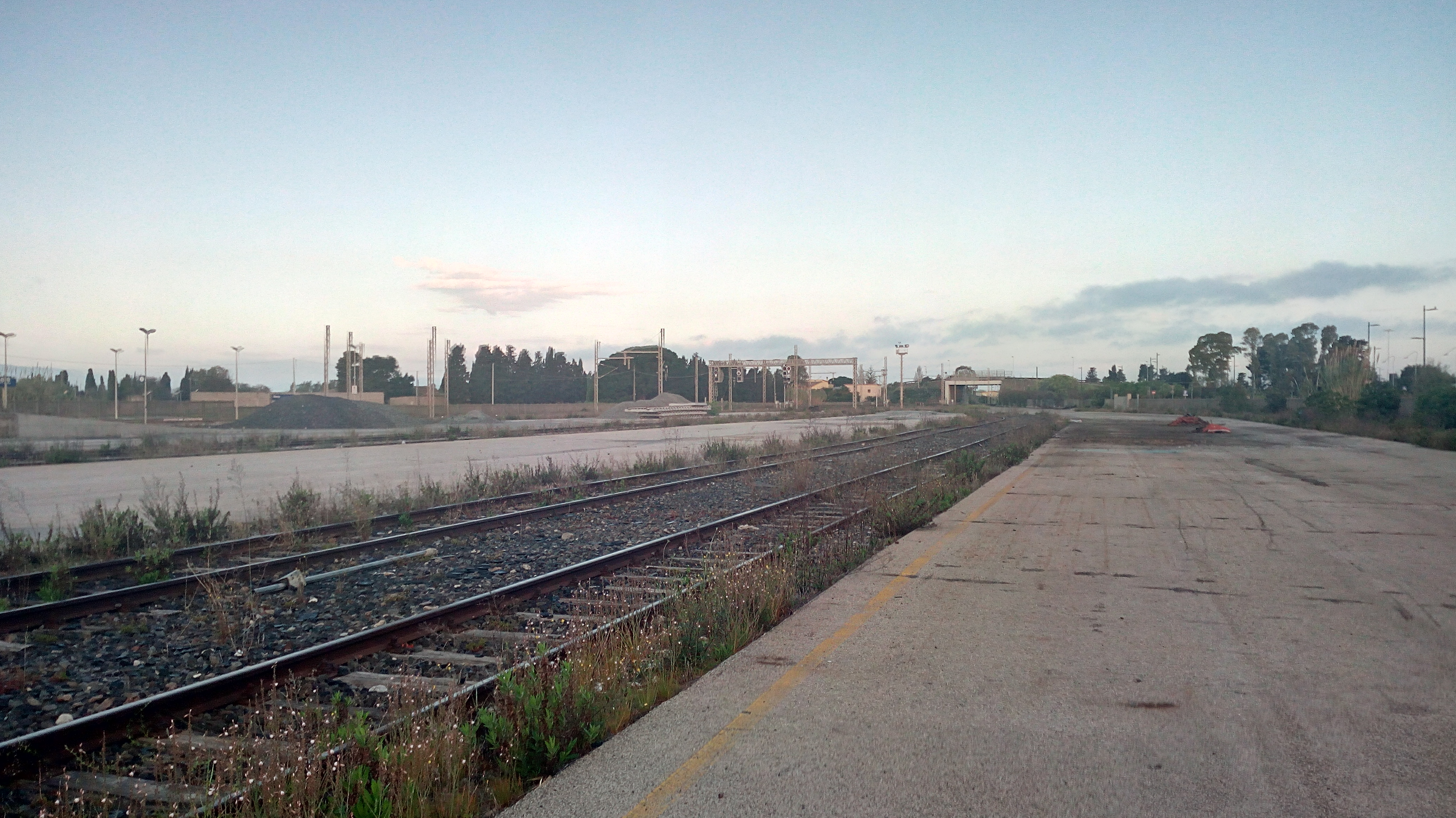
Lo scalo merci, in disuso, come si presenta nel 2019

Per quanto concerne il traffico merci lo scalo in passato era gestito dalla CEMAT ed era utilizzato per l'interscambio ferro-gomma. Tuttavia la soppressione del servizio regolare di trasporto merci su rotaia in Sardegna nel 2008 ha portato all'inutilizzo dello scalo merci.

## Servizi
Classificata commercialmente da RFI nella categoria "silver", la stazione è dotata di 3 banchine, di cui una attigua al fabbricato viaggiatori, una in comune tra il binario 2 e 3 e una per il binario 4, collegate tra loro da un sottopassaggio pedonale. L'impianto è accessibile a persone con disabilità uditiva.

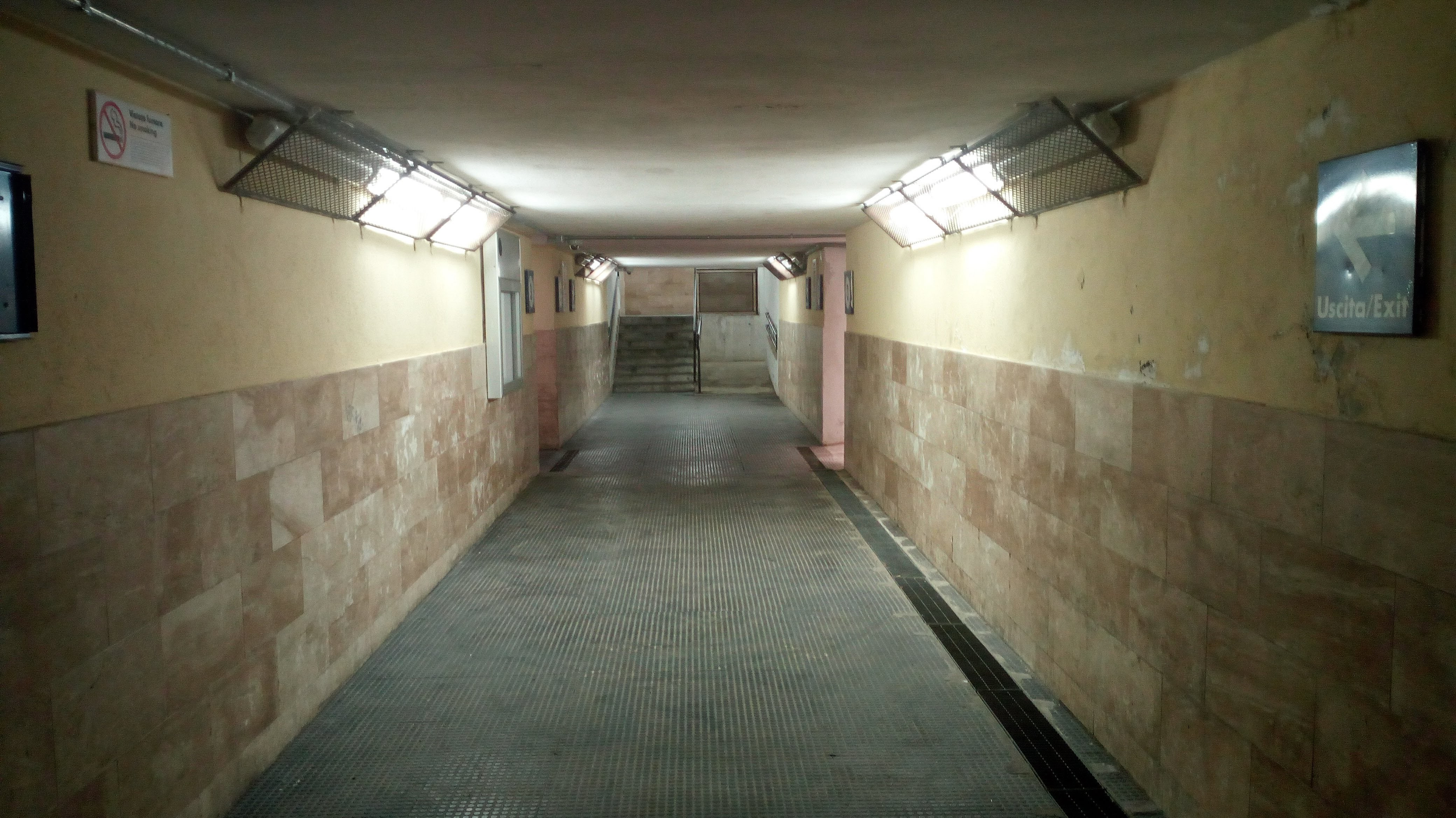
Il sottopassaggio della stazione

All'interno del fabbricato viaggiatori sono ospitati i servizi all'utenza, tra cui una sala d'attesa ed i servizi igienici.
- Biglietteria automatica
- Sala d'attesa
- Servizi igienici

## Interscambi
- Stazione taxi